# SN 1990O
SN 1990O – supernowa typu Ia odkryta 4 lipca 1990 roku w galaktyce M+03-44-03. Jej maksymalna jasność wynosiła 16,59m.